# Rhachisaurus brachylepis
Rhachisaurus brachylepis là một loài thằn lằn trong họ Gymnophthalmidae. Loài này được Dixon mô tả khoa học đầu tiên năm 1974.